# Serrakin
Serrakini su izmišljena vrsta iz znanstveno fantastične američke TV serije Zvjezdana vrata SG-1. Serrakini su tehnološki visoko napredna humanoidna rasa. Jedna su od rijetkih humanoidnih rasa u našoj galaksiji Mliječni put koju nisu porobili Goa'uldi. Oni su pomogli ljudskoj rasi Hebridijcima da se oslobode Goa'ulda donijevši im naprednu tehnologiju i samim time su ih učinli jednom od najnaprednijih ljudskih civilizacija. Od tada, Serrakini i Hebridijci žive zajedno. 

## Prvo pojavljivanje u seriji
Prvi put se pojavljuju u nastavku Napušten, potom u Svemirskoj utrci te u dvija nastavka u desetoj sezoni, kada njihov svijet osvjaju Oriji. 